# Muscolo opponente del pollice
Il muscolo opponente del pollice è un muscolo della mano innervato dal nervo mediano (C6,C7,C8,D1). Permette il movimento di opposizione del pollice che è caratteristico dei primati. 
Questo muscolo ha la sua origine dal retinacolo dei flessori e tubercolo del trapezio, mentre si inserisce su tutta la lunghezza del margine radiale del primo metacarpo. 
L'opponente del pollice flette, abduce e intraruota il primo metacarpo; in questo modo il pollice viene posto in una posizione tale per cui può venire opposto, mediante una flessione della matacarpo‐falangea, alle altre dita. 
Un suo deficit porta all'ipotrofia dell'eminenza tenar e un atteggiamento in estensione e adduzione del primo metacarpo; difficoltà nello svolgimento di prese fini (es. impugnare una penna) e indebolimento delle prese di forza.  